# Colossendeis clavata
Colossendeis clavata är en havsspindelart som beskrevs av Meinert, F. 1898. Colossendeis clavata ingår i släktet Colossendeis och familjen Colossendeidae. Inga underarter finns listade i Catalogue of Life.